# Johanneskirche (Hanau)

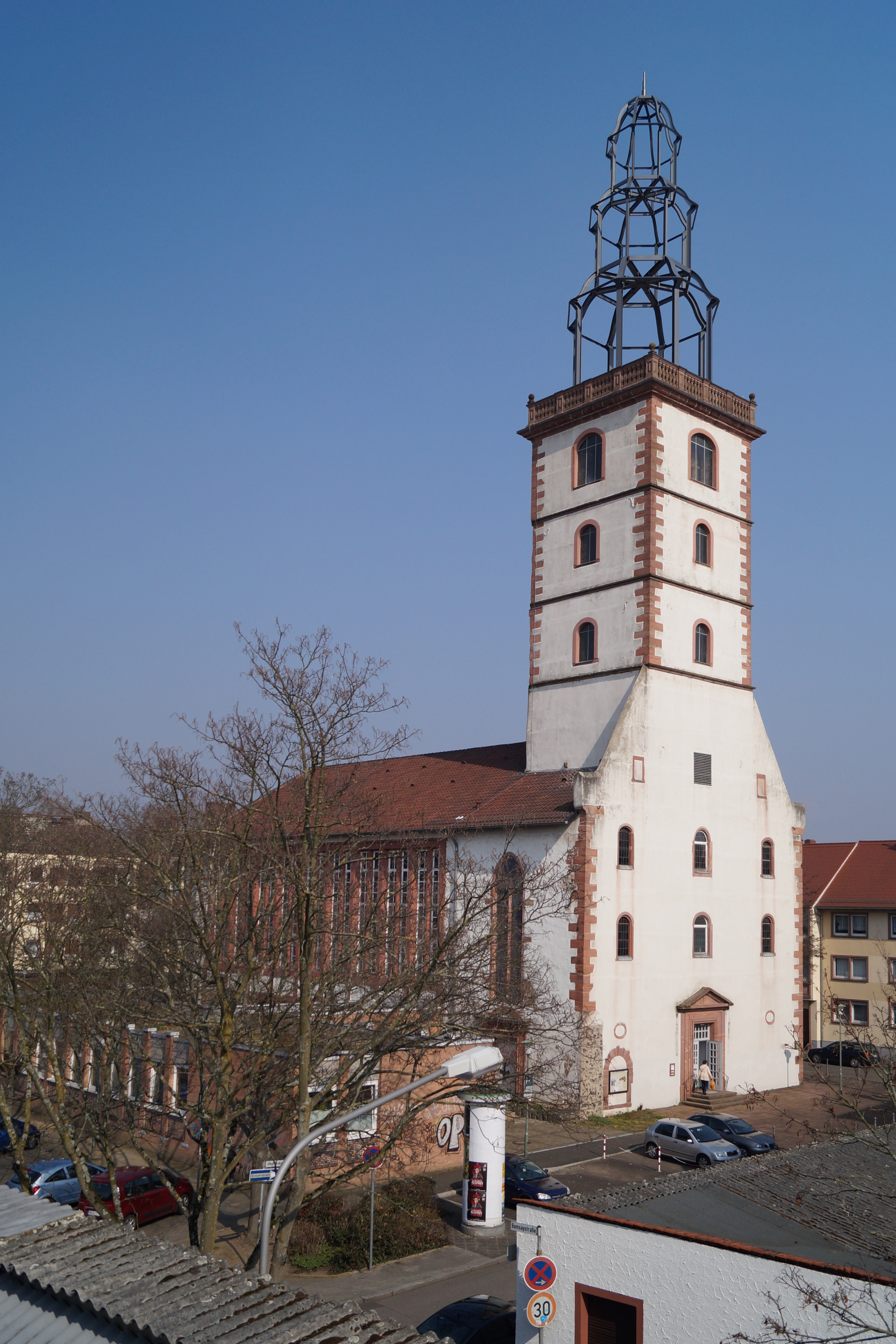
Südwestseite und südliche Gebäudefront

Die Johanneskirche (heute auch: Alte Johanneskirche) wurde 1658 als Kirche der lutherischen Gemeinde in Hanau errichtet.

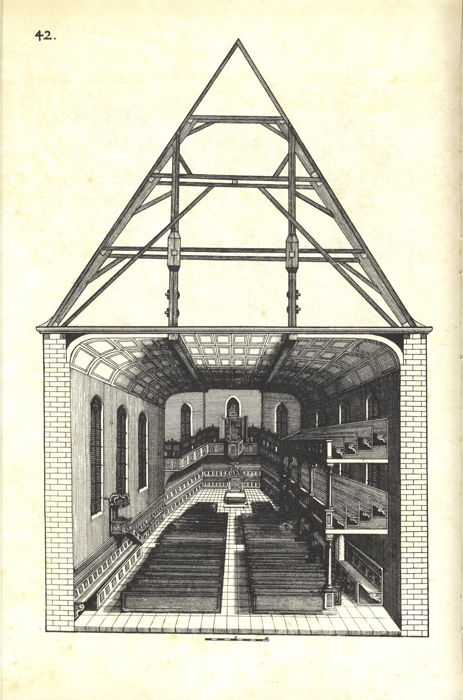
Hanau, Alte Johanneskirche (früher Lutherische Kirche) von 1658–64 (Kupferstich aus Johann Wilhelm, Architectura Civilis 1668)

## Historischer Rahmen
Sie verdankt ihre Entstehung der Bikonfessionalität der deutschen Reformation, insbesondere in der Grafschaft Hanau-Münzenberg. Die Grafschaft war seit der Regierung des Grafen Philipp Ludwig II. von Hanau-Münzenberg reformiert. Als die Grafen von Hanau-Münzenberg 1642 ausstarben, fiel ihr Erbe an den lutherischen Grafen Friedrich Casimir von Hanau-Lichtenberg.
Die Residenzstadt der Grafschaft Hanau-Münzenberg, Hanau, bestand zum damaligen Zeitpunkt aus zwei rechtlich voneinander unabhängigen Städten: Alt- und Neu-Hanau. Letztere war an der Wende vom 16. zum 17. Jahrhundert von reformierten Glaubensflüchtlingen aus Frankreich und den spanischen Niederlanden besiedelt worden. Deren Führungsschicht bestand aus reichen Bürgern, Kaufleuten und Gewerbetreibenden, die innerhalb der Grafschaft eine beherrschende ökonomische Stellung einnahmen, der eine schwache Stellung des neuen Grafen bei Regierungsantritt gegenüberstand. Einige Lehnsherren der Grafschaft Hanau-Münzenberg versuchten, dem aus dem fernen Hanau-Lichtenberg Angereisten, sein Erbe abzusprechen. Außerdem war die Grafschaft aufgrund des Dreißigjährigen Kriegs hoch verschuldet und auf den Kredit der Bürgerschaft angewiesen. Die Bürgerschaft stellte für den Regierungsantritt Bedingungen, und Friedrich Casimir blieb nichts anderes übrig, als die Forderungen zu gewähren, um überhaupt sein Erbe antreten zu können. Dazu zählte vor allem die Garantie der auch künftig freien Religionsausübung der Reformierten. Der lutherische Gottesdienst für den Grafen und seinen Hof sollte sich auf die Schlosskapelle beschränken.

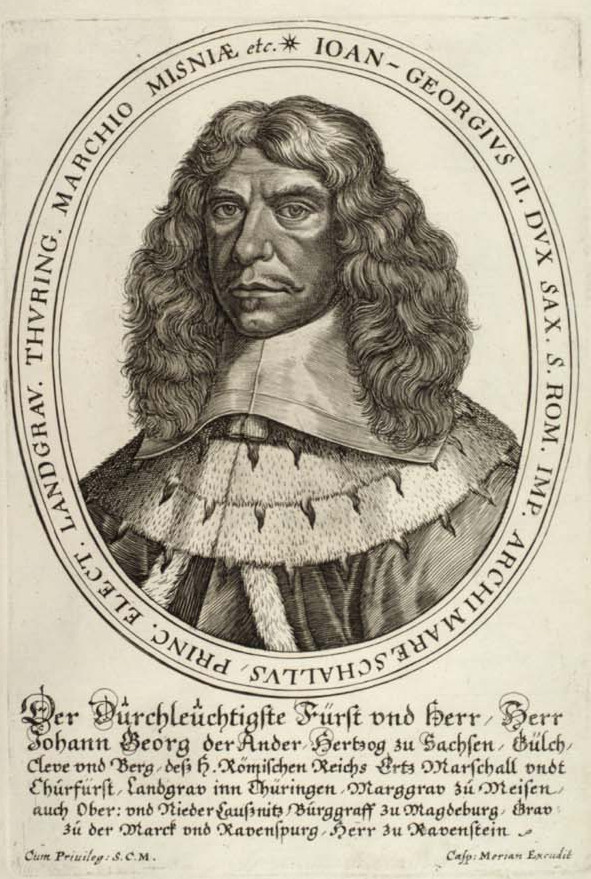
Johann Georg II., Darstellung aus einem Krönungsdiarium aus dem Jahre 1658 – Namensgeber der im selben Jahr begonnenen Johanneskirche

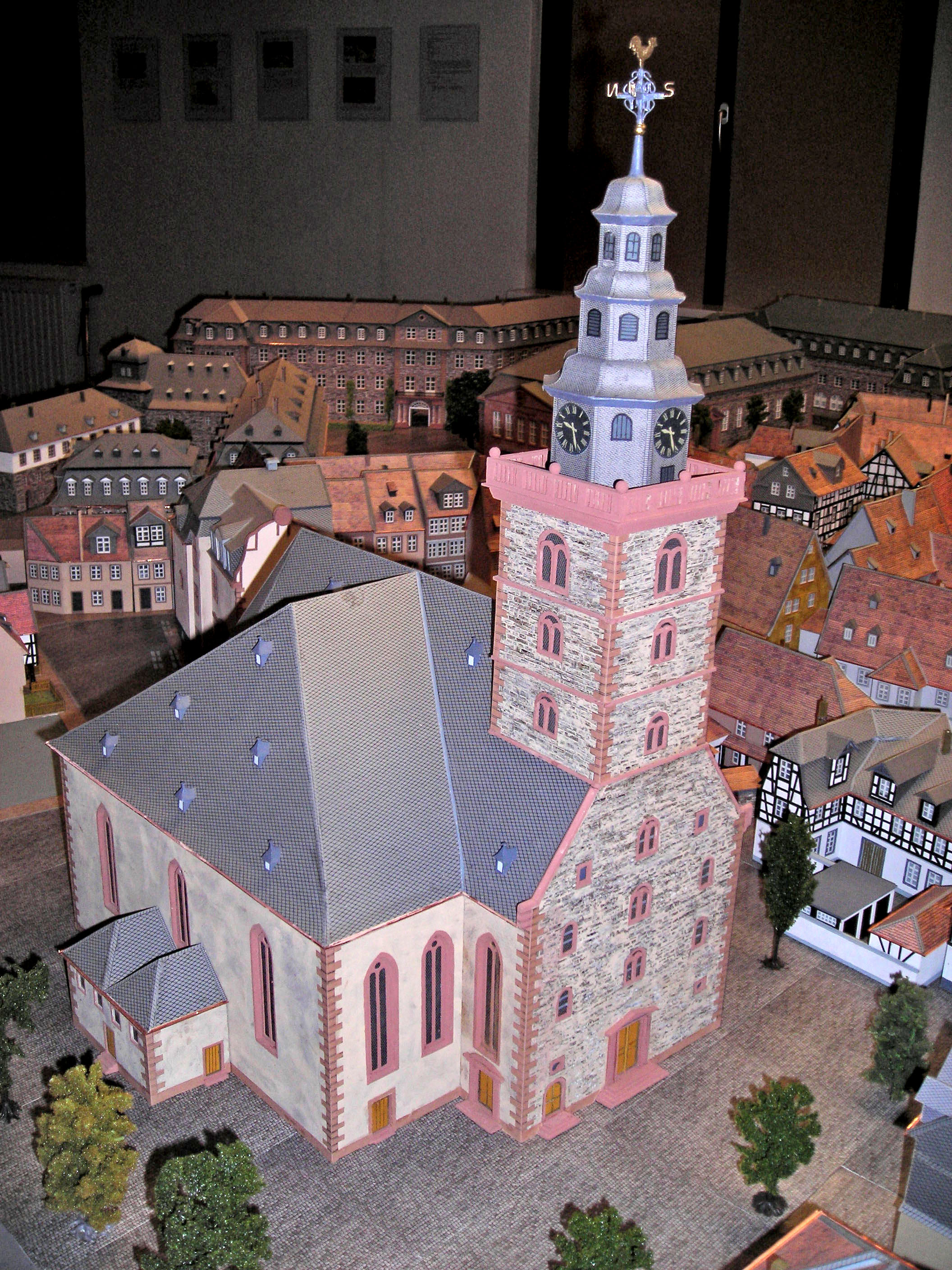
Modell der Kirche vor der Zerstörung

## Bau
Am 4. Juni 1658 wurde der Grundstein für die lutherische Johanneskirche im Beisein des Kurfürsten und Namensgeber Johann Georg II. von Sachsen gelegt. Dieser war von der Krönung Kaiser Leopold I. aus dem benachbarten Frankfurt am Main dazu herüber gekommen. Dem waren Spendenaufrufe im lutherischen Ausland vorangegangen, da die reformierten Untertanen sich selbstverständlich weigerten, ein solches Projekt zu unterstützen und auch der Graf sich ständig in finanziellen Schwierigkeiten befand. Die gräfliche Münzstätte musste 1658 für den Bau der Kirche verlegt werden und befand sich nun schräg gegenüber in der Erbsengasse (siehe Neue Münze).
Die Einweihung dieser Predigtkirche in der Bauform einer Querkirche erfolgte am 17. Januar 1664. Zur Gestaltung des großen Raumes mit einer freitragenden, stützenlosen Kassettendecke war ein als Hängewerk konstruiertes Dachtragewerk nötig. Anschließend wurde die Orgel durch Abraham Fischer aus Marktbreit eingebaut. Der Grundstein zum Turm wurde am 8. August 1679 gelegt, die Arbeiten am 10. Juli 1691 abgeschlossen.
Von 1727 bis 1729 wurde die Kirche erweitert. Als Architekt wird der Baudirektor Christian Ludwig Hermann vermutet.

## Das Gebäude
Die Kirche entstand in der Altstadt Hanau in relativer Nähe zum Schloss. Sie bezieht in ihrer Westwand die mittelalterliche Stadtmauer der Altstadt mit ein. Stilistisch ist auffallend, dass sie sich – mitten im Barock – gotischer Stilelemente bedient, der Nachgotik. Dazu zählen Spitzbogenfenster und ein – allerdings nach Norden ausgerichteter – Chor. Letzteres war durch den Zuschnitt des zur Verfügung stehenden Grundstücks bedingt. Der Haupteingang lag so im Süden und wird von dem auf der Schmalseite mittig angeordneten 47 Meter hohen Turm bekrönt. Die rückwärts gewandte Stilwahl könnte dadurch bedingt sein, dass die benachbarte, reformierte Marienkirche, ein gotisch geprägter Bau aus dem Mittelalter ist, dem architektonisch Paroli geboten werden sollte oder es sollte architektonisch eine Historizität der lutherischen Konfession in Hanau vorgespiegelt werden, die es nicht gab.
Das Innere der Kirche gestaltete sich ganz anders, als es die äußere Architekturform vorzugeben schien: Das Parterre-Gestühl und die Emporen einschließlich der Chorempore waren in Querkirchen-Konzeption auf die Kanzel in der Mitte der westlichen Längswand ausgerichtet, der Altar stand für den Abendmahlsempfang frei am Übergang vom Schiff zum Chor. Die Raumkonzeption entsprach damit den Erfordernissen reformatorischen Gottesdienstverständnisses. Der Glasmaler Otto Linnemann aus Frankfurt entwarf und führte im Jahr 1908 drei Glasfenster aus. Dargestellt waren „Jesus der Kinderfreund“ und die „Jünger zu Emmaus“. Weiter fertigte er ein Fenster mit so genanntem Teppichmuster.
Das Gebäude enthielt weiter das Erbbegräbnis für die lutherische Linie des Hauses Hanau und wurde – auch nach 1736 von den kurhessischen Erben – bis ins 19. Jahrhundert genutzt.

## Nach dem Zweiten Weltkrieg

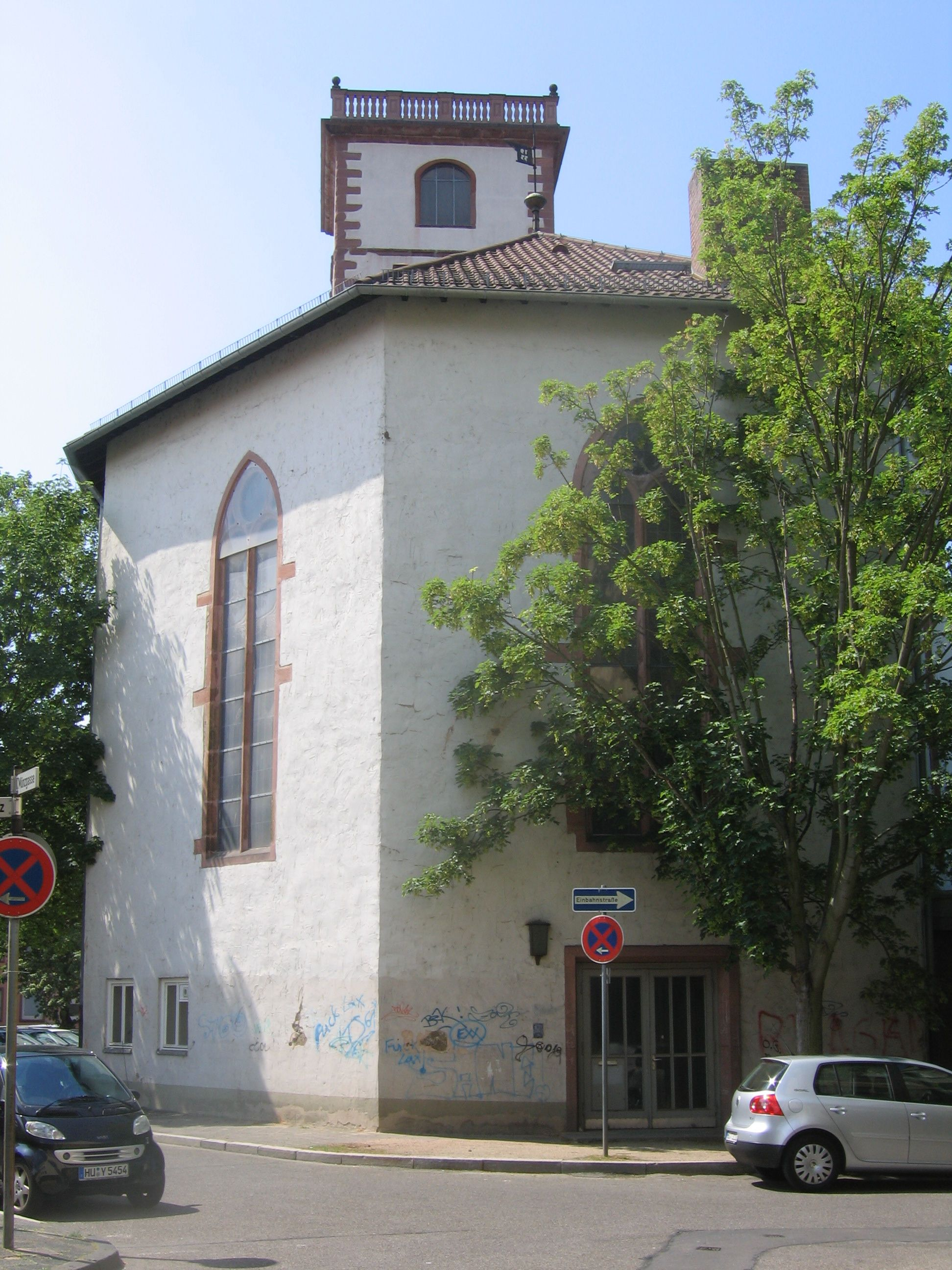
Nordseite

Im Zweiten Weltkrieg, insbesondere bei dem Luftangriff auf Hanau am 19. März 1945, wurde die Kirche schwer beschädigt. Die verbliebenen Umfassungsmauern der Johanneskirche wurden an drei Seiten beim Aufbau 1956/57 nach Plänen des Architekten Karl Heinz Doll wiederverwendet, als hier ein übergemeindliches Zentrum entstand. Der Kirchenraum wurde dabei durch eine eingezogene Decke horizontal unterteilt. Auch nach einer Renovierung in den 1970er Jahren blieben dieses Konzept und die Nutzung erhalten, so dass im Inneren von dem historischen Bau nicht mehr viel zu erkennen ist. Die Kirche dient heute der räumlich benachbarten Gemeinde der Marienkirche. Regelmäßige Gottesdienste finden hier nicht mehr statt. Die Gemeinde der Johanneskirche errichtete als Ersatz an anderem Standort bis 1960 die Neue Johanneskirche. Im November 2012 erhielt der Kirchturm mit einer eng an das historische Vorbild angelehnten, vereinfachten Stahlkonstruktion den Umriss seiner im Zweiten Weltkrieg zerstörten Haube zurück.

## Name
Ursprünglich hieß die Kirche „Lutherische Kirche“. Erst nachdem es Anfang des 19. Jahrhunderts in der Hanauer Union zu einer Vereinigung der reformierten und der lutherischen Landeskirche in Hanau kam und die bisherige Bezeichnung „Lutherische Kirche“ damit funktionslos wurde, erhielt sie den Namen „Johanneskirche“. Sie wurde nach dem bei ihrer Grundsteinlegung anwesenden Kurfürsten Johann Georg II. von Sachsen benannt.

## Geistliche
- Johann Heinrich Gerth (1645–1696), von 1661 bis 1670 erst Adjunkt, dann Hof- und Stadtprediger an der Johanneskirche, Konsistorialrat und Superintendent der Grafschaft Hanau-Münzenberg; später von 1685 bis 1693 lutherischer Bischof von Estland
- Johann Lorenz Langermann (1640–1716), von 1670 bis 1716 Hof- und Stadtprediger an der Johanneskirche, Konsistorialrat und Superintendent der Grafschaft Hanau-Münzenberg